# NGC 3628
NGC 3628 is een spiraalvormig sterrenstelsel in het sterrenbeeld Leeuw. Het hemelobject ligt 30 miljoen lichtjaar van de Aarde verwijderd en werd op 8 april 1784 ontdekt door de Duits-Britse astronoom William Herschel. Samen met Messier 65 en Messier 66 vormt het een groep sterrenstelsels die gravitationeel met elkaar verbonden zijn.

## Synoniemen
- UGC 6350
- MCG 2-29-20
- ZWG 67.58
- Arp 317
- VV 308
- IRAS 11176+1351
- PGC 34697